# Party for One
Party for One è un singolo della cantante canadese Carly Rae Jepsen, pubblicato il 1º novembre 2018 su etichetta discografica School Boy Records, parte della famiglia della Interscope Records. Il brano è stato scritto dalla stessa cantante in collaborazione con Tavish Crowe, Julia Karlsson e Anton Rundberg e prodotto dal trio Captain Cuts.

## Tracce
Download digitale
1. Party for One – 3:03

## Classifiche
| Classifica (2018) | Posizione massima |
| ----------------- | ----------------- |
| Canada            | 100               |
| Croazia           | 74                |
| Irlanda           | 98                |